# Engelepogon idiorrhythmicus
Engelepogon idiorrhythmicus là một loài ruồi trong họ Asilidae. Engelepogon idiorrhythmicus được Janssens miêu tả năm 1960. Loài này phân bố ở vùng Cổ Bắc giới.